# Herse (Tochter des Kekrops I.)

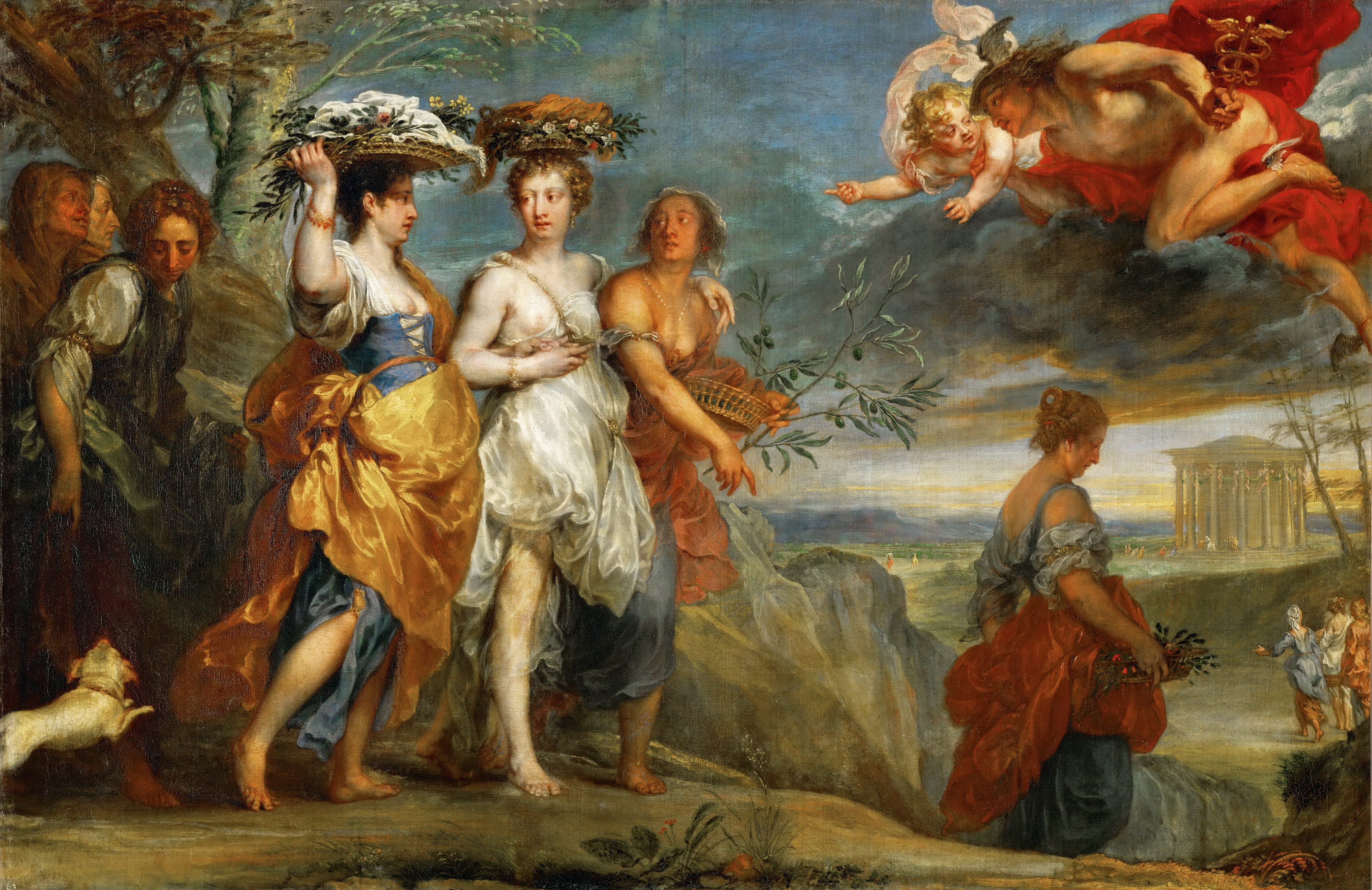
Merkur erblickt Herse, Gemälde von Johann Bockhorst

Herse (altgriechisch Ἕρση Hérsē) ist Tochter des Königs Kekrops I. und Schwester von Aglauros, Erysichthon und Pandrosos.
Mit Aglauros sollte sie die Kiste bewachen, in der Athene den Erichthonios versteckt hatte. Dabei verliebte sich Hermes in sie. Aglauros wurde von Hermes in Stein verwandelt, als sie sich weigerte, zu helfen, die Aufmerksamkeit der Herse zu erlangen.
Kephalos ist aus der Verbindung mit Hermes hervorgegangen.